# 傅巽
傅 巽（ふ そん、生没年不詳）は、中国後漢末期から三国時代の政治家。字は公悌。涼州北地郡泥陽県の出身。

## 生涯
容貌優れ博学で、人物評価の能力があった。三公の府に召され尚書郎となった後、荊州に逃れた。後に大成する龐統を「発展途上の英雄」、裴潜を「清潔で品行方正」と評した。
建安13年（208年）、荊州を支配していた劉表が没し、子の劉琮が後を継いだが、曹操の勢力拡大によって自立が危ぶまれていた。当時荊州には客将として劉備がいたが、傅巽は劉備が曹操に対抗できないであろうこと、仮に劉備が曹操に対抗できたとしても今度は劉琮が劉備に併呑されてしまうことを説き、曹操への降伏が滅亡を免れる道と進言した。劉琮が曹操に降伏すると、傅巽は荊州を降伏させた功績から関内侯に封じられた。
建安24年（219年）、名声高かった魏諷がクーデターを謀り、誅殺された。傅巽は以前から、魏諷の謀反を予言していたという。
建安25年（220年）、禅譲を巡る上奏文に、散騎常侍として名を連ねている。
黄初年間には侍中・尚書に任じられた。侍中の同僚であった蘇則が、文帝曹丕に責められていると誤解し弁明しようとした際は、曹丕が蘇則ではなく曹植を責めていることをこっそり伝え、弁明を止めさせた。
明帝曹叡の太和年間に死去した。

### 一族
『三国志』魏書に記載のある甥の傅嘏の伝によると、前漢の傅介子の末裔。父の傅睿は代郡太守、弟の傅充は黄門侍郎となった。傅充の子が傅嘏である。